# Окупаційні війська РФ на Донбасі
Російські окупаційні корпуси, також відомі як Гібридна армія РФ, або Об'єднані російсько-сепаратистські сили (за термінологією США) — це військова структура, що підпорядковувалася Південному військовому округу Збройних сил РФ, і під час війни на сході здійснювала окупацію частини території України: Донецької та Луганської областей. Сили нараховували два армійські корпуси чисельністю близько 35 тисяч осіб.
Корпуси були сформовані зусиллями Росії наприкінці 2014 — на початку 2015 року на основі регулярних російських військ вторгнення і збройних колабораціоністських формувань так званої армії Новоросії. Управління корпусами здійснювалося через штаб у Новочеркаську (Ростовська область) — у 2014—2015 роках він мав назву 12-те командування резерву (в/ч 89462), а з серпня 2015 року — Центр територіальних військ ПдВО (в/ч 64722). Штаб прямо підпорядковувався Генеральному штабу в Москві.

## Передумови
Бойові дії війни на Донбасі почалися 12 квітня 2014 року, коли невеликі озброєні загони диверсантів захопили міста Слов'янськ, Краматорськ і Дружківку. Захопленою у відділках МВС зброєю вони озброїли місцевих колаборантів і наступного дня взяли під контроль Горлівку і ще кілька міст.
13 квітня 2014 року, у відповідь на вторгнення диверсійних загонів, в.о. президента України Олександр Турчинов оголосив про початок антитерористичної операції (АТО). Перекинуті в район Слов'янська і Краматорська спецпідрозділи СБУ і ЗСУ вступили в бої з диверсантами.
Загони, що вступали в сутички з українськими силовиками, застосовували автоматичну, снайперську, великокаліберну зброю, гранатомети і ПЗРК, влаштовували засідки. Після кількох таких зіткнень керівництво АТО ухвалило рішення поступово відрізати бойовиків від постачання з Росії.

## Історія
11 травня 2014 на захоплених бойовиками територіях усупереч Конституції України було проведено референдуми «про державну самостійність», які мали всі ознаки фіктивності. Пізніше Європейський суд з прав людини (ЄСПЛ), розглядаючи спільну скаргу урядів України та Нідерландів проти Російської Федерації, вирішив, що захоплені території саме з 11 травня 2014 року слід розглядати як окуповані Росією (у термінології ЄСПЛ — «території під ефективним контролем Російської Федерації»).
У липні 2014 року пресслужба Південного військового округу Росії повідомила про призначення командувача 12-го командування резерву. Завдання цього командування полягало в проведенні мобілізації й створенні нових частин та з'єднань. Пізніше стало відомо, що 12-те командування (12 КРез, в/ч 89462) дислокувалося в Новочеркаську Ростовської області, а основним його завданням стало формування та комплектація військових частин на окупованій території України.
На початку серпня 2014 року українське військо досягло успіхів в ході проведення АТО й, попри відступ зі значної ділянки російсько-українського кордону на Донбасі, розсікло утримувані проросійськими збройними формуваннями території на кілька ізольованих один від одного анклавів. У середині серпня 2014 року почалося вторгнення російських регулярних підрозділів на українську територію.
У серпні-вересні 2014 року, за даними ГУР МОУ, війдбувалося формування двох армійських корпусів на основі батальйонно-тактичних груп вторгнення Збройних сил Росії, що діяли в Україні, а також незаконних збройних формувань, якими керували офіцери ГРУ Генштабу й ФСБ Росії.
У липні 2015 року українські військові взяли в полон майора Володимира Старкова, кадрового військовослужбовця Збройних сил РФ. Він дав детальні свідчення щодо структури та діяльності 12-го командування резерву.
У серпні 2015 року «Інформнапалм» оприлюднив розслідування, згідно з яким 12-те командування резерву (12 КРез, в/ч 89462) є ширмою для окупаційних військ на Донбасі — відряджених на проходження служби до Новочеркаська військовослужбовців відправляли до армійських корпусів на Донбасі.
У серпні 2015 року 12-те командування резерву Південного військового округу було реорганізоване на Центр територіальних військ (ЦТВ ПдВО, в/ч 64722). ГУР МОУ повідомило про цю реорганізацію окупаційного командування в грудні 2015 року.
Протягом літа 2015 року, за словами голови РНБО Олександра Турчинова, терористичні війська, що формувалися місцевими й російськими добровільними терористами були замінені на структуровані військові підрозділи регулярної армії РФ.
За даними ГУР МОУ, остаточне формування двох корпусів завершилося в жовтні-листопаді 2015 року.

## Структура
Оперативний та бойовий чин окупаційних військ здійснювався за стандартами й військовими статутами ЗС РФ. Війська були об'єднані у два армійські корпуси:
- 1-й армійський корпус мав у складі п'ять бригад, три полки, окремі батальйони і підрозділи забезпечення.
- 2-й армійський корпус мав у складі 4 бригади, 2 полки, окремі батальйони і підрозділи забезпечення.

У грудні 2015 році ГУР МОУ повідомило, що до складу Центру територіальних військ ПдВО увійшло Управління інформаційного протиборства.
Навесні 2016 року ЗС РФ розпочали створення третього армійського корпусу на території Росії неподалік кордону з Україною.

## Особовий склад

### Чисельність
За даними ГУР МОУ станом на квітень 2016 року, до 70 % рядового особового складу корпусів укомплектовано з громадян Росії (у тому числі 45 % кадрові російські військові й 25 % — російські найманці) й 30 % громадян України з окупованих територій Донецької й Луганської областей (за іншими даними — 40 %).
Штатна чисельність двох армійських корпусів — понад 33 тисяч солдат та офіцерів.
22 березня 2017 Дмитро Тимчук повідомив про існування розпорядженням керівництва Міноборони РФ щодо збільшення загальної чисельності окупаційних корпусів до 50 тис. чол. Ці ж дані повідомив Олександр Турчинов 20 квітня 2017 року — на окупованих територіях публічно анонсоване збільшення чисельності 1-го та 2-го армійських корпусів з 35 тис. до 50 тис. людей.

### Окупаційний контингент кадрових військ
Окрім сформованих на змішаній основі армійських корпусів, на території України перебували також батальйонні і ротні тактичні групи кадрових військ РФ.
На початку березня 2015 року командувач сухопутними військами США в Європі генерал-лейтенант Бен Годжес повідомив, що Росія підтримує сепаратистів на сході України приблизно 12 тисячами солдатів. Йдеться про російських військових інструкторів, техніків з обслуговування сучасних систем озброєння і безпосередньо бойові частини.
На літо 2015 року, на окупованій території перебував військовий резерв у складі 15 батальйонних й 6 ротних тактичних груп ЗС Росії чисельністю понад 9 тисяч чоловік.
Чисельність регулярних військ РФ на окупованій території Донбасу у різний час оцінювали у 6—12 тис. чол.

### Оперативний резерв
Поряд зі східним кордоном України станом на серпень 2015 року були сконцентровані російські війська у складі 30 батальйонних й 14 ротних тактичних груп чисельністю 50,5 тисяч чоловік.
1 січня 2016 року Олександр Турчинов повідомив, що Росія здійснює передислокацію своїх військових сил у західному напрямку ближче до кордону з Україною та збільшує російський військовий потенціал в окупованому Криму.

## Озброєння
На окупованих територіях було накопичено велику кількість важкого озброєння, військової техніки, великі обсяги паливно-мастильних матеріалів та боєприпасів, що мали забезпечити наступальні дії.
За даними СБУ станом на серпень 2015 року, армійські корпуси на території ОРДЛО мали:
- 450 танків
- 950 бойових бронемашин (БМП, БТР, БМД)
- 370 гармат
- 200 систем залпового вогню

На січень 2017 року за мінімальними оцінками станом на основі лише фото матеріалів, що не враховують трофейну українську техніку, а також без урахування артилерійських формувань та підрозділів територіальної оборони проросійських сил, сумарне озброєння лінійних мотострілецьких бригад і полків на території ОРДЛО, без врахування САУ з артилерійських бригад, складало щонайменше:
- 305 танків
- 409 БМП
- 82 БТРів
- 134 МТ-ЛБ
- 129 САУ 2С1

За даними МВС України на червень 2018 року, окупаційні корпуси налічували 35 тис. чоловік. В їхньому було арсеналі 478 танків, 848 бронемашин, 750 артилерійських систем і мінометів, 208 реактивних систем залпового вогню, 363 протитанкових засобів, 419 засобів протиповітряної оборони.

## Командування

### Підпорядкування
Оперативним командуванням, координацією та взаємодією між усіма військовими формуваннями, котрі зосереджені на Донбасі — терористичними й регулярними військами ЗС РФ на Донбасі виконували:
- (2014) генерал армії Валерій Герасимов, начальник Генерального штабу Збройних сил Росії, 1-й заступник міністра оборони Росії;[12][32]
- (2015) генерал-полковник Сергій Істраков, заступник начальника ГШ ЗС РФ, керівник головного штабу Сухопутних військ Росії.[17][33][34]

### Безпосереднє командування
Командувачі:
- (липень 2014) полковник Набієв Бахтіяр Кара-огли (рос. Бахтияр Кара Оглы Набиев)[10]
- (осінь 2014 — весна 2015) генерал-лейтенант Гурульов Андрій Вікторович, командувач 58-ї армії[12][35][36]
- (з весни 2015) генерал-лейтенант Сердюков Андрій Миколайович, який з жовтня 2013 року був 1-м заступником командувача Південного військового округу (документи прикриття на прізвище Сєдов)[12][32][37]

Начальники штабу:
- (2014) генерал-лейтенант Соломатін Сергій Віталійович (рос. Соломатин Сергей Витальевич)[12][32]
- (2015) генерал-лейтенант Теплинський Михайло Юрійович[33][38]

Заступники (2016):
- генерал-майор Волик Сергій Миколайович
- з озброєння — полковник Худяков Олександр Геннадієвич (рос. Худяков Александр Геннадиевич)
- із тилу — полковник Манукян Рафік Сіразнікович (рос. Манукян Рафик Сиразникович)
- по роботі з особовим складом — полковник Канчура Олег Володимирович (рос. Канчура Олег Владимирович)
- начальника штабу — полковник Земсков Сергій Вікторович (рос. Земсков Сергей Викторович)

### Командири нижчих ланок
7 січня 2016 року прес-служба Головного управління розвідки Міноборони України повідомила, що незаконними збройними угрупуванням в окупованому Новоазовську Донецької області керував полковник ЗС РФ. Так, за даними української розвідки, командиром «9 окремого мотострілецького полку» виявився Бондарєв Дмитро Євгенович, колишній командир 51-го парашутно-десантного полку 106-ї повітряної дивізії, яка дислокувалася в Тулі. Відзначалося, що російський військовик мав досвід бойових дій на території Чеченської Республіки. У березні ГУР МО України встановило факти участі у бойових діях наступних кадрових російських військових офіцерів: генерал-майор ЗС РФ Тимофєєв Ігор Борисович (прізвище прикриття — Соколов) перебував на посаді «командира 3 отдельной мотострелковой бригады (Горловка) 1 АК (Донецк, Украина) Центра территориальных войск Южного военного округа ВС Российской Федерации»; командувач 1 АК генерал-майор ЗС РФ Асапов Валерій Григорович; «заместитель по работе с личным составом» 1 АК полковник ЗС РФ Чирков Євген Володимирович; командир 2 окремої мотострілецької бригади (Луганськ, Україна) 2 АК полковник ЗС РФ Рузинський Андрій Юрійович. У січні місяці в сепаратистських пабліках соцмереж повідомлялося про виявлення у Стаханові тіла вбитого майора ЗС РФ, у речах якого знайшли посвідчення на ім'я Андрюшкін А. А.

## Центр інформаційного протиборства
За даними ГУР МОУ, керівництвом ГШ ЗС РФ було створено «Центр інформаційного протиборства» з метою підвищення ефективності ведення інформаційної війни проти України. «Центр інформаційного протиборства» перебуває у складі Центру територіальних військ ПдВО.
Керує центром полковник Збройних сил РФ Карпов Костянтин Леонідович.
До завдань центру входить:
- дискредитація політичного керівництва та командування Збройних Сил України, провокування недовіри до них;
- формування думки про поширення в Україні расизму та міжнаціональної нетерпимості;
- переконання міжнародної спільноти у систематичних порушеннях українською владою режиму припинення вогню та приховане нарощування ЗС України сил та засобів вздовж лінії розмежування з метою відновлення активних бойових дій;
- створення негативного іміджу сил АТО шляхом звинувачення українських військовослужбовців у скоєнні злочинів та протиправних дій, зокрема стосовно цивільного населення;
- деморалізацію українських військовослужбовців;
- формування антиукраїнських настроїв у населення тимчасово окупованих територій України.

### Структура
- Відділ інформаційної ізоляції району бойових дій (забезпечує тотальне домінування російських мас-медіа в інформаційному просторі тимчасово окупованих територій України)
- Відділ дезінформації і контрпропаганди (здійснює дискредитацію політичного керівництва та командування Збройних Сил України)
- Відділ військово-цивільної взаємодії (створює негативний імідж сил АТО шляхом звинувачення українських військовослужбовців у скоєнні злочинів та протиправних дій стосовно цивільного населення)

## Інциденти
Служба безпеки України представила 9 лютого 2015 року докази співпраці з сепаратистами офіцерів російської групи спільного центру з контролю та координації питань припинення вогню та стабілізації лінії розмежування сторін.
У вересні 2015 року місія ОБСЄ сповістила, що зв'язок з її безпілотним літальним апаратом був втрачений неподалік села Сонцеве, що контролювалося проросійськими бойовиками. Бойовики не пустили співробітників місії на територію, де був втрачений безпілотник. У травні 2017 року пошуковець Askai встановив, що до збиття безпілотника Schiebel Camcopter S-100 був причетний кадровий офіцер 90-ї зенітно-ракетної бригади протиповітряних військ РФ капітан Михайло Ус (рос. Михаил Ус). Він з бойовиками фотографувався на фоні збитого безпілотника.

## Оцінки
У серпні 2015 року голова РНБО України Олександр Турчинов сказав, що особливість формування й функціонування корпусів свідчить про створення російських окупаційних військ за німецькою моделлю «Ваффен-СС» часів Другої світової війни, коли такі підрозділи комплектувалися за рахунок добровольців-іноземців, а керівні посади обіймали німецькі офіцери СС. Іноземці-добровольці окупованих територій у лавах підрозділів «Ваффен СС» використовувалися як «гарматне м'ясо».